# Jeong Bo-kyeong
Jeong Bo-kyeong (kor. 정보경 ;ur. 17 kwietnia 1991) – południowokoreańska judoczka. Srebrna medalistka olimpijska z Rio de Janeiro 2016, w wadze ekstralekkiej.
Brązowa medalistka mistrzostw świata w 2015. Triumfatorka igrzysk azjatyckich w 2018; druga i trzecia w 2014. Trzecia na mistrzostwach Azji w 2017. Wygrała uniwersjadę w 2015; trzecia w 2017 roku.

## Letnie Igrzyska Olimpijskie 2016
| Konkurencja | Rundy eliminacyjne  | Rundy eliminacyjne           | Runda finałowa         | Runda finałowa       | Klas. końcowa |
| Konkurencja | Przeciwnik I        | Przeciwnik II                | 1/2                    | Finał                | Miejsce       |
| ----------- | ------------------- | ---------------------------- | ---------------------- | -------------------- | ------------- |
| 48 kg       | Văn Ngọc Tú (VIE) Z | Mönchbatyn Uranceceg (MGL) Z | Dayaris Mestre (CUB) Z | Paula Pareto (ARG) P | 2.            |